# Zebulon (North Carolina)
Zebulon ist eine Town im Wake County in North Carolina in den Vereinigten Staaten. Das U.S. Census Bureau hat bei der Volkszählung 2020 eine Einwohnerzahl von 6903 ermittelt. Zebulon liegt etwa 35 km von Raleigh entfernt und ist vor allem durch das Minor-League-Baseball-Team Carolina Mudcats bekannt.

## Geographie
Zebulon liegt im leicht hügeligen Piedmont, unweit der sogenannten Fall Line. Die Stadt liegt zwischen dem Tal des Little River im Westen, und dem Moccasin Creek, einem Nebenfluss des Contentnea Creek, im Osten. Beide Flüsse fließen in den Neuse River.
Das Gemeindegebiet umfasst 12,80 km² und ist heute nicht mehr ganz zusammenhängend. Ein kleiner Teil der Gemeinde reicht auch ins benachbarte Johnston County. Im Nordwesten des Ortskerns liegt das ehemalige Dorf Wakefield.

## Geschichte
Ab 1903 plante die Raleigh and Pamlico Sound Railroad eine Eisenbahnstrecke zwischen den namensgebenden Orten Raleigh und dem Pamlicosund. Eigentlich sollte sie durch Wakefield verlaufen, die Strecke wurde allerdings später anderthalb Meilen nach Süden verlegt. 1906 erreichte die inzwischen als Norfolk and Southern Railway firmierende Eisenbahn den Ort, der sich deswegen schnell entwickelte. Am 16. Februar 1907 gründete sich die Gemeinde, in der damals 483 Menschen wohnten. Die Stadt ist nach dem Gouverneur Zebulon Baird Vance benannt.
1908 eröffnete die heute als Rathaus genutzte Wakelon School, eine öffentliche Schule für die Orte Wakefield und Zebulon. Anfang des 20. Jahrhunderts war vor allem der Tabakhandel ein wichtiger Wirtschaftsfaktor. 1997 wurde Wakefield nach Zebulon eingemeindet.

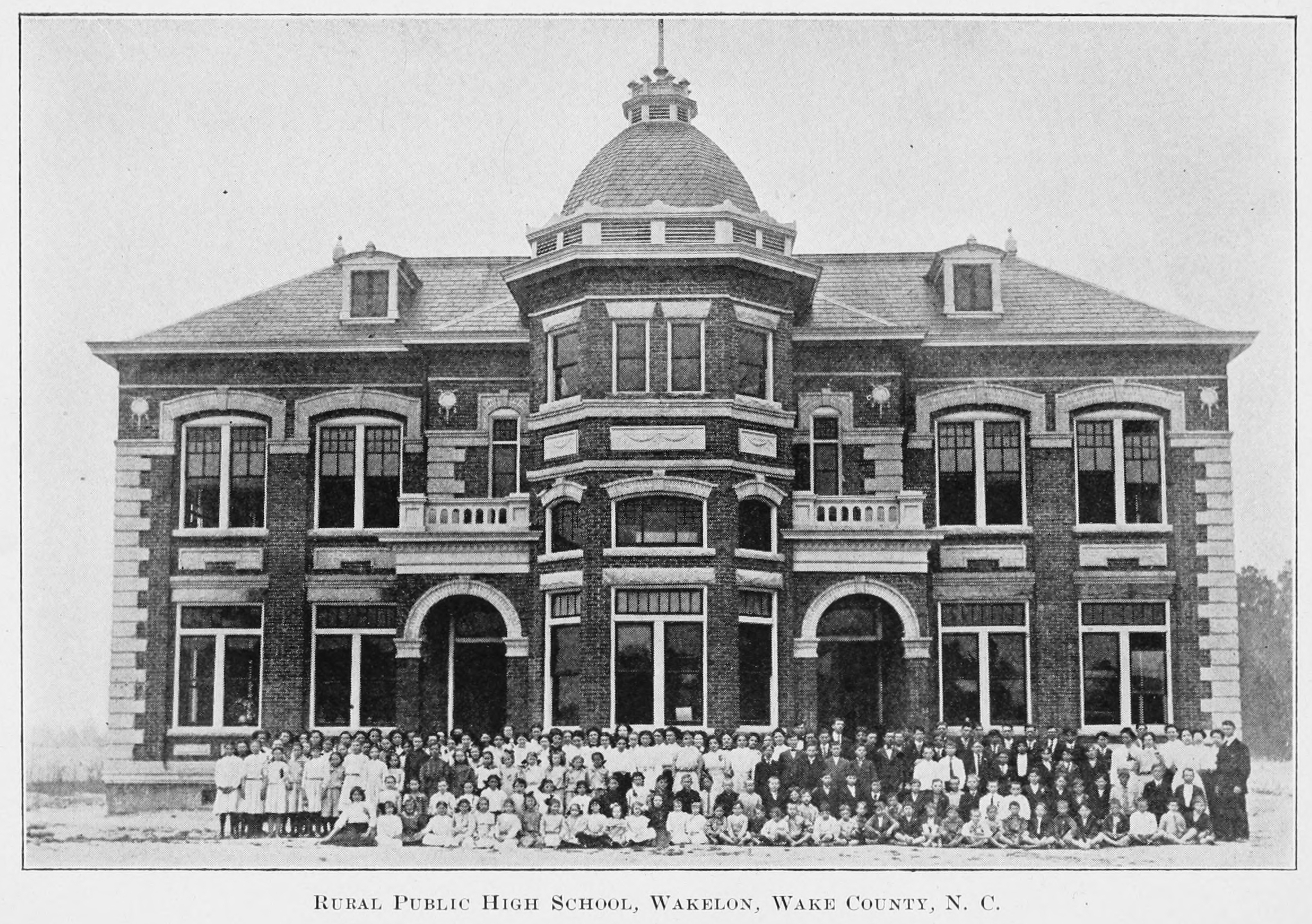
Wakelon School, um 1909
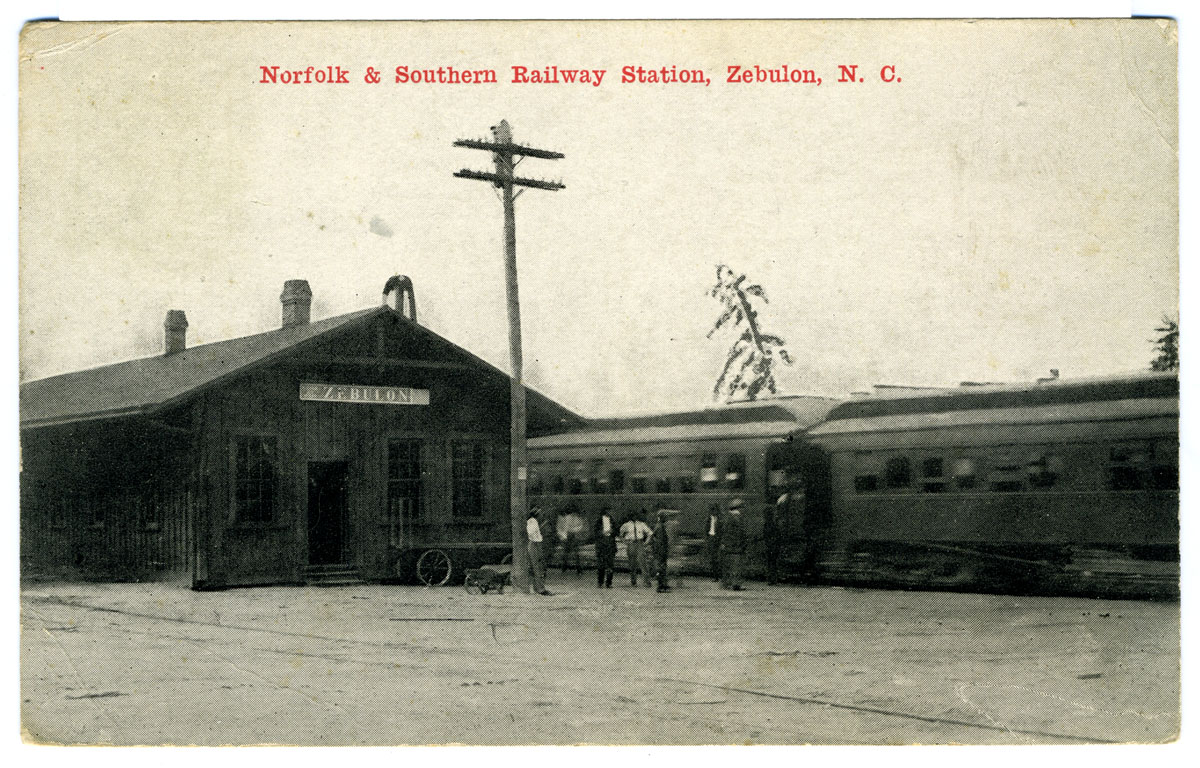
Bahnhof, 1916
Dorfladen, 1939, Foto von Marion Post Wolcott
Ginnery (Baumwollegregierbetrieb), Post 1939
Werbung für eine Tabakauktion, Post 1939

## Politik
Die Stadtvertretung in Zebulon arbeitet nach dem Council-Manager-System. Der Rat (Board) besteht aus sechs Mitgliedern, inklusive eines Bürgermeisters oder einer Bürgermeisterin. Eine Stadtdirektorin oder ein Stadtdirektor (Town Manager) ist für die tägliche Verwaltung zuständig. Die Stadtverwaltung besteht aus sieben Fachbereichen.

## Sehenswürdigkeiten und Sport
In Zebulon sind zwei Gebäude in das National Register of Historic Places, eingetragen, die Wakelon School und das sogenannte George and Neva Barbee House, ein 1914 errichtetes Wohnhaus im American-Craftsman-Stil.
Außerdem gibt es mehrere Sport- und Freizeiteinrichtungen:
- das Five County Stadium (Fünf-County-Stadion) im Osten der Stadt ist ein Baseballfeld mit Platz für 6500 Zuschauende,
- den Zebulon Community Park, einen öffentlichen Park im Süden der Gemeinde,

sowie mehrere weitere, kleinere Parks.
Das Baseballteam Carolina Mudcats spielt in der Carolina League.

## Infrastruktur
In Zebulon teilen sich die autobahnähnlich ausgebauten Highways 64 und 264 in einem Autobahndreieck. Im Ortskern kreuzen sich die Staatsstraßen NC 97 und NC 96. Das einzige Angebot im öffentlichen Verkehr ist die Buslinie ZWX über Wendell nach Raleigh.
In Zebulon gibt es drei öffentliche Schulen, die Wakelon Elementary School, die Zebulon Elementary School, und die Zebulon Middle School. Außerdem gibt es eine Nebenstelle des Wake Technical Community College, das Eastern Wake Education Center. Die öffentliche Bibliothek im Wake County betreibt eine Zweigstelle in Zebulon.